# Jaszczurowa (województwo podkarpackie)
Jaszczurowa – wieś w Polsce położona w województwie podkarpackim, w powiecie strzyżowskim, w gminie Wiśniowa.
| SIMC    | Nazwa     | Rodzaj    |
| ------- | --------- | --------- |
| 0666845 | Dzilik    | część wsi |
| 0666851 | Granice   | część wsi |
| 0666868 | Pod Lasem | część wsi |
| 0666874 | Ponikwa   | część wsi |
| 0666880 | Rzeki     | część wsi |
| 0666897 | Świrna    | część wsi |

W latach 1975–1998 miejscowość administracyjnie należała do województwa rzeszowskiego.
W miejscowości znajduje się kościół pod wezwaniem Dobrego Pasterza, będący filią parafii pod wezwaniem św. Mikołaja w Brzezinach, należącej do dekanatu Wielopole Skrzyńskie, diecezji rzeszowskiej.
Na terenie wsi znajduje się rezerwat przyrody Góra Chełm.